# خسروخان سردار ظفر
خسروخان سردار ظفر (زاده ۱۲۴۰ – درگذشته ۱۳۱۲) از رجال سیاسی دوران قاجار بود، که پس از وقوع انقلاب مشروطه در ادوار مختلف حکومت ولایات یزد، کرمان، بلوچستان، اصفهان و مازندران را برعهده داشت. وی فرزند حسین‌قلی‌خان ایلخانی و برادر کوچکتر سردار اسعد بختیاری و صمصام‌السلطنه بود.

## زندگی
خسروخان سردار ظفر در سال ۱۲۷۸ هجری قمری، مقارن با ۱۲۴۰ خورشیدی، در روستای چغاخور، در یکی از بانفوذترین خانواده‌های ایل بختیاری، زاده شد. وی فرزند کوچک حسینقلی خان ایلخانی و بی‌بی مهری جان بود. پدر وی، حسین‌قلی‌خان، به‌مدت ۳۰ سال، حاکم ایل بختیاری بود. (در گذشته کسی که این منصب را در ایل بختیاری برعهده داشت ایلخان نامیده می‌شد) سردار ظفر در عهد جوانی در چهارمحال و بختیاری، خوزستان و اصفهان در مأموریت‌های ایلخانی شرکت داشت.
حسینقلی‌خان پدر وی، در سال ۱۲۵۹ به همراه دو برادر بزرگتر سردار ظفر؛ یعنی علی‌قلی‌خان و اسفندیارخان، به طهران احضار شدند و به دیدن ناصرالدین شاه رفتند. در این ملاقات تصمیماتی اتخاذ شد، از جمله اینکه این دو برادر با یکصد سوار بختیاری، عضو کشیک‌خانه سلطنتی شدند، ولی اقدامات اسفندیارخان و علیقلی‌خان در تهران طولانی شد و به تقاضای ظل‌السلطان؛ حکمران اصفهان، شاه موافقت کرد که دو برادر به اصفهان برگردند. برای ظل‌السلطان؛ حکمران اصفهان، تحمل قدرت ایلخانی خطرناک بود. همچنین فرهاد میرزا معتمدالدوله که بر اثر دسایس ظل‌السلطان از حکومت فارس بر کنار شده بود، ذهن شاه را نسبت به ظل‌السلطان مشوش نمود و برای خراب کردن ظل‌السلطان و از بین بردن قدرت ایلخانی، امکان طغیان او را مطرح کرد. به همین مناسبت، ظل‌السلطان به تهران احضار شد و دستور قتل ایلخانی را از ناصرالدین شاه گرفت و به اصفهان بازگشت. در ۲۲ خرداد ۱۲۶۱ ظل‌السلطان، حسین‌قلی‌خان و دو پسرش را برای شرکت در یک رژه نظامی به اصفهان دعوت کرد. پس از مراسم در چهل‌ستون از آن‌ها پذیرایی شد. در این پذیرایی، یک فنجان قهوه آمیخته با زهر، به حسینقلی خان داده شد، سپس وی را روانه زندان ساختند. او پس از ۲ روز در زندان درگذشت و اسفندیارخان و علی‌قلی‌خان نیز به دستور ظل‌السلطان به زندان افتادند. سردار ظفر در مجموع از خوانین زبده بختیاری به‌شمار می‌آمد و بر خلاف حکام و خوانین گذشته، یادداشت‌های روزانه تهیه می‌کرد و کتابی نیز دربارهٔ بختیاری و تاریخ آن، در سیصد صفحه نوشته است.

## انقلاب مشروطه
در خلال انقلاب مشروطه، خسروخان همراه با برادر بزرگترش؛ علیقلی‌خان سردار اسعد، به مشروطه‌خواهان پیوست و در زمان فتح تهران، از فرماندهان ارشد سواران بختیاری مشروطه‌خواه محسوب می‌شد.

## جنگ با سالارالدوله
هنوز مدت زیادی از فتح تهران نگذشته بود، که با ورود محمدعلی میرزا به کشور، با باقی‌مانده پولی که از بانک روسیه قرض گرفته بود و در عوض آن مقداری از جواهرات سلطنتی را به امانت نزد بانک استقراضی روسیه گذاشته بود، سپاهی منظم به فرماندهی سالارالدوله، روانه پایتخت نمود. در این میان، نصیر خان سردار جنگ به همراه خسروخان سردار ظفر، مأمور جبهه غرب شدند و تحت فرماندهی عبدالحسین میرزا فرمانفرما از پیشروی قوای سالارالدوله بسمت پایتخت جلوگیری نمودند.

## مسئولیت‌ها
خسروخان در طول حیاتش، که مقارن با حکومت ۴ شاه از سلسله قاجار و نیز رضاشاه پهلوی است، در مناصب مختلفی حضور داشت. در جریان فتح تهران در زمان جنبش مشروطه، خسروخان از فرماندهان ارشد قوای بختیاری‌ها به‌شمار می‌آمد و در حوادث پس از آن در زمان مشروطیت، در جنگ‌های رضا جوزانی و جعفرقلی چرمهینی و نایب حسین کاشانی، به‌طور مستقیم و غیر مستقیم حضور داشت. وی سال‌ها والی‌گری ولایات یزد، اصفهان، کرمان و بلوچستان و مازندران را برعهده داشت، به ایلخانی بختیاری رسید.

## روابط با بریتانیا
با دخالت مستمر دولت انگلیس در ادارهٔ مناطق جنوبی و نیز خوزستان، سالار محتشم از ایلخانی کناره گرفت و معاون کنسول بریتانیا در اهواز (کاپیتان نوئل) به پشتیبانی از سردار ظفر، او را به ایلخانی بختیاری رساند. سردار ظفر تا پایان جنگ جهانی اول، ماهانه ۱۵۰۰ تومان از انگلیس، برای حفاظت از منافع آن‌ها حقوق می‌گرفت.